# Hope Town
Hope Town é um dos 32 distritos das Bahamas. Sua localização é ao norte da capital do arquipélago, Nassau.